# Shongopovi
Shongopovi, Hopi pueblo sa Second Mese, u ranijim izvorima spominjan pod imenima Comupaví ili Xumupamí. Stanovnici Shongopovija kasnije su osnovali pueblo Shipaulovi. Prve misije među Hopijima utemeljuju Španjolci 1629. u pueblima Awatobi, Oraibi i Shongopovi, a uništene su za vrijeme Pueblo ustanka 1680. 